# Arturo Soria y Mata

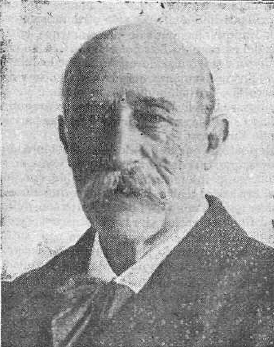
Arturo Soria (c. 1914).

Arturo Soria y Mata (* 15. Dezember 1844 in Madrid; † 6. November 1920 ebenda) war ein spanischer Beamter und Verkehrs- und Stadtplaner sowie der Entwickler des sogenannten Bandstadt-Modells. Er plante im 19. Jahrhundert die Straßenbahn von Madrid und war Leiter des Betriebes.

## Leben

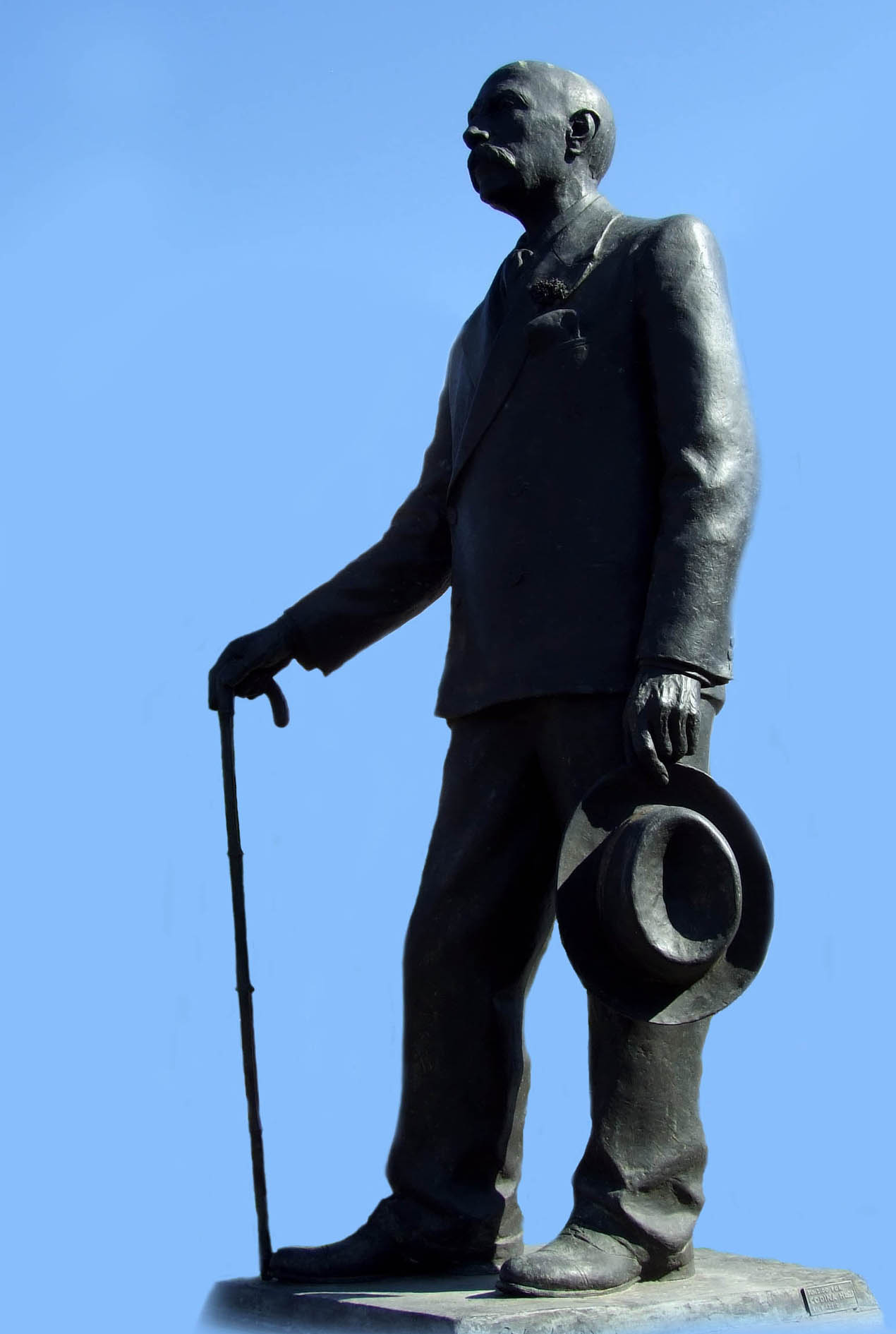
Statue in Madrid

Arturo Soria y Mata gründete 1875 Madrids erste Straßenbahn. Bekannt wurde Soria durch die Entwicklung der Bandstadt, der Ciudad lineal, die er als einzig logische Art des Städtebaus lobte. 1882 entwickelte er das Stadtmodell, das auf das rasche Wachstum der Stadt im vorherigen Jahrzehnt reagieren sollte. Die Ursachen der Probleme sah er in der zu hohen Dichte und in der zu schlechten Verkehrsinfrastruktur der Stadt und trat für Dezentralisierung und für einen Stadt-Land-Ausgleich ein. Das technisch orientierte Modell, das eine dezentralen Siedlungsentwicklung mit einer Verzahnung von Bau- und Landschaftsstrukturen beinhaltet, veröffentlichte Arturo Soria y Mata zum ersten Mal im Jahr 1883. Neun Jahre später gründete Soria die Compañía Madrileña de Urbanización (1892), um ein gigantisches Projekt zu verwirklichen. Er plante eine 48 Kilometer lange und nur 200 m tiefe ringförmige Struktur um Madrid herum mit einer sieben Kilometer langen Querverbindung. Aufgrund von Finanzierungsschwierigkeiten konnte aus dem gesamten Vorhaben letztlich nur ein Abschnitt von fünf Kilometern realisiert werden, der sich an Eisenbahn-, Straßenbahntrassen und einem Boulevard orientierte. Soria y Matas Konzept wurde später auch von Stadtplanern in anderen Ländern aufgegriffen und weitergeführt.

## Ehrungen
- Die Metro Madrid hat ihm die Station "estación de Arturo Soria" auf Linie 4 gewidmet.
- Der Stadtrat von Madrid hat die Hauptstraße des von ihm geplanten Madrider Stadtbezirks Ciudad Lineal nach ihm benannt. Zusätzlich wurde 1992 ihm zu Ehren eine Statue an einer der Seiten dieser Straße aufgestellt.